# يان الياسون
يناير كينيث الياسون (بالسويدية: Jan Eliasson)‏ (ولد في 17 سبتمبر 1940) هو دبلوماسي سويدي ونائب الأمين العام للأمم المتحدة منذ 1 يوليو 2012 وعضو في حزب العمال الديمقراطي الإشتراكي السويدي ووزير الخارجية السويدي منذ 24 أبريل حتى 6 أكتوبر من العام 2006.

## روابط خارجية
- يان الياسون على موقع IMDb (الإنجليزية)